# Služebné kněžství
Možná hledáte: Duchovní (křesťanství)
Služebné kněžství je v katolické nauce termín, který označuje druhý a třetí stupeň svátosti svěcení: presbyterát a episkopát.
Když katolická církev mluví o kněžích, obvykle má na mysli presbytery a biskupy.
Například postsynodální apoštolská exhortace Jana Pavla II. Pastores dabo vobis pojednává o „formaci kněží v současných podmínkách“: kněží se zde vztahuje na presbytery a biskupy.
Jan Pavel II. ve svém apoštolském listě Ordinatio sacerdotalis z roku 1994 prohlásil, že církev nemá pravomoc udělovat kněžské svěcení ženám, a to v rozhodnutí, které mají všichni věřící považovat za definitivní.
Prohlášení Jana Pavla II. neutišilo debaty mezi katolickými teology o možnosti svěcení žen.